# هاريسون ميلارد
هاريسون ميلارد (بالإنجليزية: Harrison Millard)‏ هو كاتب ترانيم وملحن أمريكي، ولد في 1830، وتوفي في 1895.

## وصلات خارجية
- هاريسون ميلارد على موقع ميوزك برينز (الإنجليزية)